# Yevhen Nikitin
Yevhen Nikitin (né le 9 janvier 1985 à Kharkiv) est un athlète ukrainien, spécialiste du décathlon.
Son meilleur score est de 7 853 points, obtenus à Szczecin le 28 juin 2009.